# Nahr-e Owj Albu Seyyed
Nahr-e Owj Albu Seyyed (em persa: نهرعوج البوصيد, também romanizada como Nahr-e ‘Owj Albū Şeyyed; também conhecida como Rūstā-ye ‘Owj) é uma aldeia do distrito rural de Nasar, no condado de Abadan, na província de Khuzistão, Irã.
Segundo o censo de 2006, sua população era de 100 habitantes, em 24 famílias.